# Louannec
Louannec é uma comuna francesa na região administrativa da Bretanha, no departamento Côtes-d'Armor. Estende-se por uma área de 13,89 km². Em 2010 a comuna tinha 3 179 habitantes (densidade: 228,9 hab./km²).